# Tratado Germano-Soviético de Amistad, Cooperación y Demarcación
El Tratado Germano-Soviético de Amistad, Cooperación y Demarcación fue un tratado firmado por la Alemania nazi y la Unión Soviética el 28 de septiembre de 1939 luego de la invasión alemana y la invasión soviética de Polonia. Fue firmado por Joachim von Ribbentrop y Viacheslav Mólotov, ministros de Exteriores de Alemania y de la Unión Soviética, respectivamente. Fue el tratado que siguió al Pacto Ribbentrop-Mólotov del 23 de agosto de 1939.

## Contenido del tratado

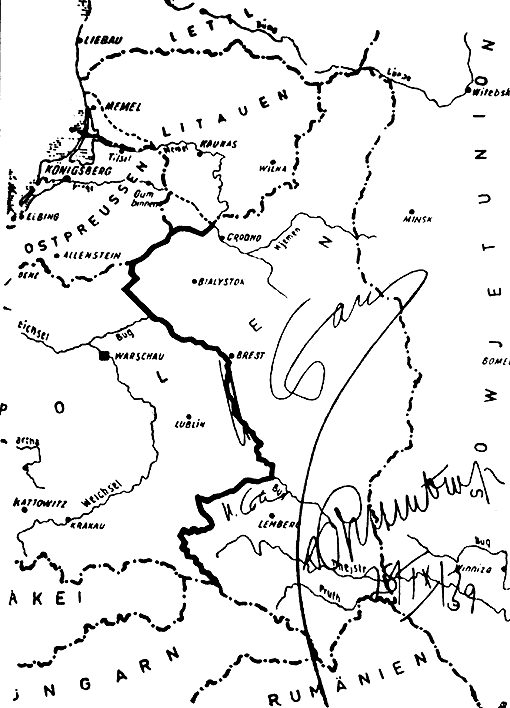
Mapa adjunto al tratado firmado por Stalin y von Ribbentrop (esta es una de las más célebres firmas estampadas por Stalin al superar los 30 cm de longitud).

El Tratado de Amistad y Fronteras germano-soviéticas incluía:
1. El tratado y el protocolo adicional junto con los mapas asociados
2. Protocolo adicional secreto para detener la agitación polaca
3. Protocolo adicional secreto que colocó a Lituania en la esfera de influencia soviética
4. Comunicado conjunto de los dos gobiernos
5. Protocolo confidencial para el reasentamiento de Reich y Volksdeutsche
6. Intercambio de cartas para ampliar las transacciones comerciales
7. Correspondencia sobre solicitudes económicas especiales

## Artículos secretos

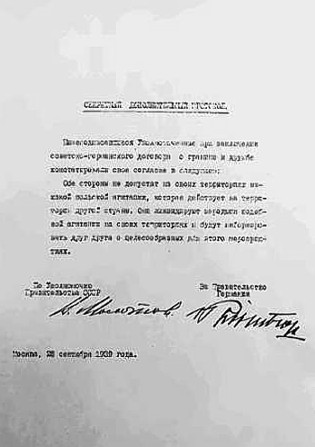
Protocolo adicional secreto del Tratado Germano-Soviético de Amistad, Cooperación y Demarcación. "Ambas partes suprimirán en sus territorios de ocupación la agitación polaca que pueda afectar a los territorios ocupados por la otra parte. Se suprimirá en cada territorio cualquier indicio de tal agitación y las partes se informarán mutuamente acerca de las medidas más adecuadas para lograr tal propósito". 28 de septiembre de 1939.

El tratado incluía tres protocolos secretos. Dichos protocolos permitieron el intercambio de soviéticos y alemanes de ambos lados de la partición de Polonia, redibujaron partes de las esferas de influencia de Europa central dictadas por el Protocolo Adicional Secreto del Pacto Ribbentrop-Mólotov, e incluyeron un acuerdo para reprimir cualquier "agitación polaca".
Cuando la Wehrmacht avanzó sobre Polonia, los alemanes tomaron control de las regiones de Lublin y Varsovia, territorios que, según el Pacto Ribbentrop-Mólotov, se encontraban bajo la esfera de influencia soviética. Para compensar a la Unión Soviética por esta pérdida, los artículos secretos transfirieron Lituania a la esfera de influencia soviética, con la excepción de un pequeño territorio en la Región de Suwałki, a veces conocida como el Triángulo de Suwałki.Tiempo después de producirse esta transferencia, la Unión Soviética envió un ultimátum a Lituania y la ocupó el 15 de junio de 1940, estableciendo la RSS de Lituania dentro de la Unión.